# Tegula de Valencia

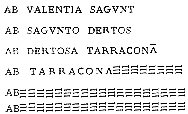
Reproducción de la inscripción de la Tegula de Valencia

La Tégula de Valencia es un itinerario epigráfico localizado en Valencia en 1727, donde antiguamente se encontraba la puerta de acceso al barrio de La Xerea y destruido al poco tiempo de su hallazgo. 

## Descubrimiento y trasmisión
Agustín de Sales (Valjunquera, Aragón, 1707-Valencia, 1774), cronista de Valencia, es quien nos facilita las primeras noticias de la tegula y una copia de las inscripciones de la misma en un folleto editado en 1766, del que posteriormente también dará referencia Fidel Fita en el Boletín de la Real Academia de la Historia.

## Otras fuentes antiguas para el estudio de las calzadas romanas

### Península ibérica
- Itinerario de Antonino
- Vasos de Vicarello
- Tabula Peutingeriana
- Tablas de barro de Astorga
- Tegula de Valencia
- Guidonis Geographica
- Itinerarium maritimum